# Krysantemum (film fra 2022)
 For alternative betydninger, se Krysantemum (flertydig). (Se også artikler, som begynder med Krysantemum)|  | Denne artikel er oprettet af botten Steenthbot ud fra en ekstern database. Den kan derfor have sproglige fejl eller mangler. Denne skabelon kan fjernes efter kontrol af indholdet. |
Krysantemum er en dansk spillefilm fra 2022 instrueret af Christian Bengtson.

## Handling
Den unge mand Anders, driver ulovligt salg af fyrværkeri i sin fritid. Han har ikke talt med sin far Thomas i årevis på grund af en familietragedie, der rev dem fra hinanden, men nu er de tvunget til en genforening, hvis fødegården skal reddes. Det bliver startskuddet på en nervepirrende og bevægende fortælling om en familie, som igennem ulovlig transport og salg af livsfarligt fyrværkeri omsider får mulighed for at finde ud af mørket og måske finde tilgivelse… men tør de gribe chancen og nå det i tide?

## Medvirkende
- Morten Hee Andersen, Anders
- Henrik Birch, Thomas
- Karen-Lise Mynster, Kamma